# De getatoeëerde mossel
De getatoeëerde mossel is het 27ste stripverhaal van De Kiekeboes. De reeks wordt getekend door striptekenaar Merho.

## Verhaal
Charlotte en Fernand Goegebuer worden opgenomen in de sekte van Mister Sun. Via computerfraude komt de sekteleider, de Getatoëerde Mossel, aan de macht. In een poging om de sekteleider te ontmaskeren, belandt Kiekeboe, samen met de zakenman B.H. Van Den Boezem, in Angkor, Cambodja.